# Revy-SM
Revy-SM är en årlig tävling som sedan 1981 arrangeras vid Svensk Revyfestival med Revy-SM, som anordnas av riksförbundet Lokalrevyer i Sverige (LIS) tillsammans med en lokal revyarrangör. Medlemsrevyer tävlar i fem klasser: sketch, sång och musik, monolog, dans och rytm, samt lokalt nummer. Vissa år delades även Bästa radiomässiga nummer, Bästa TV-mässiga nummer samt ELIS-priset (pris för bästa scenografi eller scenlösning) ut. Vid ett par tillfällen har delar av tävlingen sänts i TV i efterhand. Sedan 2013 delas tävlingen in i semifinaler och final, där cirka 5–7 nummer per klass tävlar i semifinalerna och 2–3 nummer per klass går vidare till finalföreställningen dit redan 2–4 nummer per klass blivit direktkvalificerade. 

## Utmärkelser i samband med Revy-SM
Utöver priserna i Revy-SM delas varje år dessutom följande utmärkelser ut:
- Povels penna –  instiftad av Povel Ramel, till förtjänstfulla revyförfattare (utdelas sedan 1995)
- Parnevikstipendiet – instiftat av Bosse Parnevik, till begåvade revyartisters vidare utveckling (utdelas sedan 1988)

Mellan åren 2011–2019 delades även Karl Gerhard-hatten – för revynummer i Karl Gerhards anda ut.

## Arrangemangsorter för Revy-SM genom tiderna
- 1981 Stockholm
- 1982 Uddevalla
- 1983 Skellefteå
- 1984 Åkersberga
- 1985 Borlänge
- 1986 Enköping
- 1987 Jönköping
- 1988 Karlshamn
- 1989 Kalmar
- 1990 Sundsvall
- 1991 Västerås
- 1992 Södertälje
- 1993 Umeå
- 1994 Falköping
- 1995 Trelleborg
- 1996 Falun
- 1997 Östersund
- 1998 Haninge
- 1999 Boden
- 2000 Karlshamn
- 2001 Eskilstuna
- 2002 Halmstad
- 2003 Norrköping
- 2004 Falun
- 2005 Karlskoga, Degerfors
- 2006 Hudiksvall
- 2007 Motala
- 2008 Norrköping
- 2009 Piteå
- 2010 Eskilstuna
- 2011 Eslöv
- 2012 Karlskoga
- 2013 Skövde
- 2014 Katrineholm
- 2015 Kalmar
- 2016 Borlänge
- 2017 Karlstad
- 2018 Halmstad
- 2019 Östersund
- 2021 Digitalt Revy-SM
- 2022 (inställt pga covid)
- 2023 Oskarshamn
- 2024 Sundsvall

## Vinnare av Revy-SM (2001- )
| År   | Ort                   | Värdrevy                                                                                   | Dans & Rytm | Lokalt nummer | Monolog | Sketch | Sång & Musik | Bästa radiomässiga nummer         | Bästa TV-mässiga nummer         | ELIS-priset                       | Nordisk representation |
| ---- | --------------------- | ------------------------------------------------------------------------------------------ | --- | --- | --- | --- | --- | --------------------------------- | ------------------------------- | --------------------------------- | --- |
| 2021 | Falköping             | Styrelsen för Riksförbundet Lokalrevyer i Sverige                                          | Revy: Västerviksrevyn Nummer: Kontroll Koreograf: Jill Weidenstolpe                                                     | Revy: Mittrevyn Nummer: Andnöd Textförfattare: Leif Mattisson, koreograf: Stina Joza                                                       | Revy: Södertörnsrevyn Nummer: Akronymheter Textförfattare: Daniel Bäckström                                        | Revy: Östersundsrevyn Nummer: Pilsner på nätet Textförfattare: Patrik Zackrisson                            | Revy: Kulturföreningen Cabary Nummer: Det var ju han som slog först Textförfattare: Karl Persson, koreografi: Monika Von Wachenfeldt                |                                   |                                 |                                   | |
| 2019 | Östersund             | Östersundsrevyn                                                                            | Revy: Iggesundsrevyn Nummer: Olika bud Koreograf: Emelie Holmberg                                                       | Revy: Östersundsrevyn Nummer: Jämna plågor Textförfattare: Patrik Zackrisson & Jonas Jonsson                                               | Revy: Mittrevyn Nummer: Hasses Allservice Textförfattare: Jens Nilsson                                             | Revy: Mittrevyn Nummer: Grevinnan och betjänten Textförfattare: Nils-Gunnar Nilsson & Leif Mattisson        | Revy: Östersundsrevyn Nummer: Köttbeat Textförfattare: Patrik Zackrisson & Jonas Jonsson                                                            |                                   |                                 |                                   | |
| 2018 | Halmstad              | Hallands Bildningsförbund, Göörglad - Nya Halmstadrevyn, Falkenbergsrevyn AB, Laholmsrevyn | Revy: Eskilstunarevyn Nummer: Obalans Koreograf: Sofia Blomquist                                                        | Revy: Osbyrevyn Nummer: I väntan på bussen Textförfattare: Jörgen Sjöberg                                                                  | Revy: Mölndalsrevyn Nummer: Nils och temadag på Kvarnbyskolan Textförfattare: Andreas Nygård                       | Revy: Osbyrevyn Nummer: Ny på jobbet Textförfattare: Pär Nymark                                             | Revy: Falkenbergsrevyn AB Nummer: Nassarna Textförfattare: Falkenbergsrevyn AB, koreografi: Mats Sandelius & Emelie Hag-Sandelius                   |                                   |                                 |                                   | |
| 2017 | Karlstad              | Kulturföreningen Cabary                                                                    | Revy: Teaterboven Falköping Nummer: Trash Talk Koreograf: Mattias Jarlhed, Jimmy Laakso, Joakim Kanon & Andreas Larsson | Revy: Revyarna i Torsås Nummer: Sågad Textförfattare: Revyarna i Torsås                                                                    | Revy: Strängnäsrevyn Nummer: Gillis Fritz Textförfattare: Roger Andersson                                          | Revy: Östersundsrevyn Nummer: Älska din nästa - en minifars Textförfattare: Mats Eklund & Patrik Zackrisson | Revy: Östersundsrevyn Nummer: F-n vad bra jag har det Textförfattare: Patrik Zackrisson                                                             |                                   |                                 |                                   | Revy: Teaterboven Falköping Nummer: Trash Talk Koreograf: Mattias Jarlhed, Jimmy Laakso, Joakim Kanon & Andreas Larsson Uttaget till: Dansk Revyfestival 2018 |
| 2016 | Borlänge              | Borlängerevyn & Revyresan                                                                  | Revy: Karlskogarevyn Görsköj Nummer: Power Koreograf: Anelija Karahodzic                                                | Revy: Björborevyn Nummer: Mörka Vatten Textförfattare: Eva Erkers                                                                          | Revy: Falkenbergsrevyn Nummer: En decembersaga Textförfattare: Falkenbergsrevyn                                    | Revy: Kalmarsundsrevyn Nummer: Komiskt Textförfattare: Martin Rydell & Owe Martinsson                       | Revy: Täljerevyn Nummer: Spotta ej i koppen Textförfattare: Owe Lidemalm                                                                            |                                   |                                 |                                   | Revy: Täljerevyn Nummer: Spotta ej i koppen Textförfattare: Owe Lidemalm Uttaget till: Norsk Revyfestival 2017                                                |
| 2015 | Kalmar                | Kalmarsundsrevyn med Rydellarna Kultur & Nöje                                              | Revy: Iggesundsrevyn Nummer: Stängningsdags Koreograf: Emelie Holmberg                                                  | Revy: Horndalsrevyn Nummer: Bussen Textförfattare: Magnus Lager & Marina Ström                                                             | Revy: Kalmarsundsrevyn Nummer: Raggar-Olsson Textförfattare: Martin Rydell & Owe Martinsson                        | Revy: Iggesundsrevyn Nummer: Vinprovningen Textförfattare: Lennart Hämäläinen                               | Revy: Falköpingsrevyn Teaterboven Nummer: Ryssen kommer Textförfattare: Jimmy Laakso, Joakim Kanon, Mattias Jarlhed                                 |                                   |                                 |                                   | Revy: Borlängerevyn Teaterboven Nummer: Ryssen kommer Textförfattare: Sven Sundin & Tommy Andersson Uttaget till: Dansk Revyfestival 2016                     |
| 2014 | Katrineholm           | Katrineholmsrevyn                                                                          | Revy: Karlskogarevyn Görsköj Nummer: Clowndans Koreograf: Anelija Karahodzic                                            | Revy: Kalmarsundsrevyn Nummer: Krossat glas Textförfattare: Martin Rydell & Owe Martinsson                                                 | Revy: Engelholmsrevyn Nummer: K.R.I.S Textförfattare: Johan Ejehag                                                 | Revy: Falköpingsrevyn Teaterboven Nummer: Jäla mitt i väla Textförfattare: Peter Lidström                   | Revy: Västerviks Amatörrevysällskap Nummer: En dans med Alice Textförfattare: originaltexter                                                        |                                   |                                 |                                   | |
| 2013 | Skövde                | Lokalrevyer i Sverige                                                                      | Revy: Iggesundsrevyn Nummer: Besatt Koreograf: Emelie Holmberg                                                          | Revy: Östersundsrevyn Nummer: Gråta över spilld mjölk Textförfattare: Mats Eklund & Patrik Zackrisson                                      | Revy: Östersundsrevyn Nummer: En barnvakt i tiden Textförfattare: Mats Eklund & Patrik Zackrisson                  | Revy: Garvsyra Nummer: Svart på vitt Textförfattare: Garvsyra                                               | Revy: Garvsyra Nummer: Kaffe på hemmet Textförfattare: Bengt Larsson                                                                                |                                   |                                 |                                   | |
| 2012 | Karlskoga             | Karlskogarevyn Görsköj                                                                     | Revy: Nya Halmstadrevyn Göörglad Nummer: Pampar som trampar Koreograf: Gustaf Jönsson, Robin Dahlberg                   | Revy: Borlänge Revysällskap Nummer: EKO-bönder Textförfattare: Hans Westlund                                                               | Revy: Falkenbergsrevyn Nummer: I väntans tider Textförfattare: Falkenbergsrevyn                                    | Revy: Falkenbergsrevyn Nummer: En riktig saga Textförfattare: Falkenbergsrevyn                              | Revy: Katrineholmsrevyn Nummer: Urban Holmberg Textförfattare: Niklas Johansson                                                                     |                                   |                                 |                                   | |
| 2011 | Eslöv                 | Eslövsrevyn EMUS                                                                           | Revy: Sällskapet Kommunalskratt Nummer: Göökböök Koreograf: Cilla Strandsäter                                           | Revy: Falköpingsrevyn Teaterboven Nummer: God morgon Falköping Textförfattare: Anders Wällhed, Dan Strängby, Linda Jonsson & Tina Strängby | Revy: Vetlandarevyn Nummer: Ett tråkigt nummer Textförfattare: Oskar Mattisson                                     | Revy: Norrlandsrevyn Nummer: Som det låter Textförfattare: Andreas T Olsson                                 | Revy: Eskilstunarevyn Nummer: Julbocken Textförfattare: Claes Eriksson                                                                              |                                   |                                 |                                   | |
| 2010 | Eskilstuna            | Eskilstunarevyn AB                                                                         | Revy: Nya Halmstadrevyn Göörglad Nummer: King of pop Koreograf: Gustaf Jönsson, Robin Dahlberg                          | Revy: Vetlandarevyn Nummer: Läsa mellan raderna Textförfattare: Daniel Adolfsson, Kenny Svahn                                              | Revy: Njurundarevyn Nummer: Anonyma nykterister Textförfattare: Mats Jonsson                                       | Revy: Garvsyra Nummer: Möte i svenska akademien Textförfattare: Bengt Larsson                               | Revy: Sösdalarevyn Nummer: String-a-long Textförfattare: Annika Einarsson                                                                           | Revy: Vetlandarevyn               |                                 | Revy: Landstingsrevyn             | |
| 2009 | Piteå                 | Piterevyn                                                                                  | Revy: Karlskogarevyn Görsköj Nummer: Ljudet av H2O Koreograf: Anelija Karahodzic                                        | Revy: Vasastansrevyn Nummer: Odenplansgruppen Textförfattare: Anders Petterqvist, Mikael Blomqvist                                         | Revy: Vasastansrevyn Nummer: Bilnyckeln Textförfattare: Anders Petterqvist, Mikael Blomqvist                       | Revy: Tramsgänget Nummer: Klockan tickar Textförfattare: Jonatan Blom Ramel                                 | Revy: Nya Halmstadrevyn Göörglad Nummer: Börsen faller Textförfattare: Daniel Eriksson                                                              | Revy: Tramsgänget                 | Revy: Iggesundsrevyn            | Revy: Tramsgänget                 | |
| 2008 | Norrköping            | Chopp Event AB                                                                             | Revy: Chopp Event Nummer: Fräck i frack Koreograf: Mattias Carlsson                                                     | Revy: Täljerevyn Nummer: Fångarna på Krånglan Textförfattare: Lasse Karlsson, Owe Lidemalm                                                 | Revy: Mölndalsrevyn Nummer: Hallå trafikant Textförfattare: Erik Jensen                                            | Revy: Garvsyra Nummer: Plundrade granar Textförfattare: Bengt Larsson, Göran Eriksson                       | Revy: Falkenbergsrevyn Nummer: Köttfarsen Textförfattare: Falkenbergsrevyn                                                                          | Revy: Åsens Cabaretsällskap       | Revy: Falkenbergsrevyn          | Revy: Falkenbergsrevyn            | |
| 2007 | Motala                | Motala lokalrevy                                                                           | Revy: Iggesundsrevyn Nummer: Pirates Koreograf: Emelie Holmberg m fl                                                    | Revy: Iggesundsrevyn Nummer: Kryssningsbåten Textförfattare: Lennart Sydh                                                                  | Revy: Garvsyra Nummer: Den stora kärleken Textförfattare: Bengt Larsson                                            | Revy: Sällskapet Kommunalskratt Nummer: Digital panik Textförfattare: Lotta Göransson                       | Revy: Täljerevyn Nummer: Det är så tyst Textförfattare: Lotta Arvidsson, Owe Lidemalm                                                               |                                   | Revy: Åkersbergarevyn           | Revy: Strängnäsrevyn              | |
| 2006 | Hudiksvall            | Iggesundsrevyn                                                                             | Revy: Teaterklubben Repliken Nummer: De sex vilda Koreograf: Camilla Hammarström                                        | Revy: Täljerevyn Nummer: Täljetubbies Textförfattare: Lasse Karlsson                                                                       | Revy: Åsens Cabaretsällskap Nummer: Höga krav Textförfattare: Ingegerd Wessel                                      | Revy: Sällskapet Kommunalskratt Nummer: Tuppjuck Textförfattare: Maria Axmon                                | Revy: Östersundsrevyn Nummer: La Sveg Textförfattare: Patrik Zackrisson                                                                             | Revy: Östersundsrevyn             | Revy: Sällskapet Kommunalskratt | Revy: Falköpingsrevyn Teaterboven | |
| 2005 | Karlskoga / Degerfors | Karlskogarevyn Görsköj / Monica Forsberg & Hasse Andersson                                 | Revy: Sunnerevyn Nummer: Illusion Koreograf: Ardhon Bujupi                                                              | Revy: Motala Lokalrevy Nummer: Nu är det vår tur att tala! Textförfattare: Linda Nordlund, Jorgie Flordin, Sofia Gustafsson                | Revy: Växjörevyn Nummer: Det är nåt i luften Textförfattare: Nils Åkesson                                          | Revy: Iggesundsrevyn Nummer: Träffen Textförfattare: Cecilia Olsson, Östen Eriksson                         | Revy: Iggesundsrevyn Nummer: Viking Line Express Textförfattare: Kjell-Åke Eriksson                                                                 | Revy: Eskilstunarevyn             | Revy: Sunnerevyn                | Revy: Falköpingsrevyn Teaterboven | |
| 2004 | Falun                 | Falurevyn                                                                                  | Revy: Motalarevyn Nummer: Spritter det i vinkelbenen? Koreograf: Jonna Larsson                                          | Revy: Östersundsrevyn Nummer: Från nälden till Brasilien Textförfattare: Mats Eklund & Patrik Zackrisson                                   | Revy: Strängnäsrevyn Nummer: Världens äldste strängnäsbo Textförfattare: Anders Eklund                             | Revy: Garvsyra Nummer: Viril 97-årig jämte Textförfattare: Bengt Larsson                                    | Revy: Halmstadrevyn Nummer: Här kommer alla låtarna på en och samma gång Textförfattare: Per Gessle, bearbetning Richard Larsson & Morgan Rubensson | Revy: Garvsyra                    | Revy: Östersundsrevyn           | Revy: Landstingsrevyn             | |
| 2003 | Norrköping            | Norrköpingsrevyn                                                                           | Revy: Västeråsrevyn Nummer: En dröm Koreograf: Hanna Sangemark                                                          | Revy: Garvsyra Nummer: Den oromantiske statistikern Textförfattare: Inga-Maj Granqvist                                                     | Revy: Falköpingsrevyn Teaterboven Nummer: Hel-fel Textförfattare: Peter Lidström                                   | Revy: Torsåsrevyn Nummer: "Kom och ta oss" Textförfattare: Owe Martinsson                                   | Revy: Garvsyra Nummer: Vi befruktar det värsta Textförfattare: Reidar Eriksson                                                                      | Revy: Kulturinge Scengångare      |                                 | Revy: Växjörevyn                  | |
| 2002 | Halmstad              | Halmstadrevyn                                                                              | Revy: Gotlandsrevyn Nummer: Swing 'n stomp Koreograf: Jakob Larsson, Erik Larsson                                       | Revy: Åkersbergarevyn Nummer: Gråt inte för mig! Textförfattare: Christer Persson                                                          | Revy: Norrköpingsrevyn Nummer: Sagan om den gula maskinen Textförfattare: John Ajvide-Lindqvist, Carina Perenkranz | Revy: Ersnäs Amatörteaterförening Nummer: Brända tomtar Textförfattare: Ersnäs Amatörteaterförening         | Revy: Falkenbergsrevyn Nummer: Finska Pinnar Textförfattare: Falkenbergsrevyn                                                                       | Revy: Ersnäs Amatörteaterförening |                                 | Revy: Labbåsrevyn                 | |
| 2001 | Eskilstuna            | Hållstarevyn                                                                               | Revy: Halmstadrevyn Nummer: Konstruktiv konstruktion Koreograf: Minette Bengtsson                                       | Revy: Motala Lokalrevy Nummer: Så gick det egentligen till Textförfattare: Ulf Holmertz                                                    | Revy: Botkyrkarevyn Nummer: G-punkten Textförfattare: Mats Blomberg                                                | Revy: Karlskogarevyn Görsköj Nummer: Vår finska vänort Textförfattare: Titti Hansson, Stig Ernst            | Revy: Teaterboven Falköping Nummer: En usel affär Textförfattare: Peter Lidström                                                                    | Revy: Falköpingsrevyn Teaterboven |                                 | Revy: Falköpingsrevyn Teaterboven | |

## Vinnare under Revyrixdan (1981-2000)
Innan dagens struktur vid Revy-SM anordnades föreställningen "Revyernas Revy" vid Revyrixdan. Till Revyernas revy direktkvalificerade sig nummer, och priserna som delades ut var LISTON (bästa nummer), Träflisan (bästa dansnummer), LISTIG (bästa nummer med lokal anknytning), Flitiga Lisan (flitig person inom Lokalrevyer i Sverige) och Lisan (person inom Lokalrevyer i Sverige som under året utmärkt sig särskilt). Bästa radiomässiga nummer och ELIS-priset var samma som under senare tid.
| År   | Ort           | Värdrevy                    | LISTON | Träflisan                                          | LISTIG                                                      | Bästa radiomässiga nummer | ELIS-priset                       | Flitiga Lisan             | Lisan                 |
| ---- | ------------- | --------------------------- | --- | -------------------------------------------------- | ----------------------------------------------------------- | ------------------------- | --------------------------------- | ------------------------- | --------------------- |
| 2000 | Karlshamn     | Karlshamnsrevyn             | Revy: Växjörevyn Nummer: Det går runt Textförfattare: N Åkesson                                                       | Revy: Jämtrevyn Koreograf: Jämtrevyn               | Revy: Landstingsrevyn Textförfattare: Joacim Sjökvist       | Revy: Landstingsrevyn     | Revy: Jämtrevyn                   | Ewert Moulin              |                       |
| 1999 | Boden         | Bodenrevyn                  | Revy: Falkenbergsrevyn Nummer: Under bältet Textförfattare: Falkenbergsrevyn                                          | Revy: Falurevyn Koreograf: Eva Sundberg            | Revy: Landstingsrevyn Textförfattare: Landstingsrevyn       | Revy: Landstingsrevyn     | Revy: Falkenbergsrevyn            | Bength Svensson           |                       |
| 1998 | Västerhaninge | Västerhaningerevyn          | Revy: Nolatoksrevyn Nummer: Toka bene Textförfattare: Nolatoksrevyn                                                   | Revy: Västeråsrevyn Koreograf: Catharina Backteman | Revy: Falurevyn Textförfattare: Reidar Eriksson             | Revy: Täljerevyn          | Revy: Falköpingsrevyn Teaterboven | Mats Eklund               |                       |
| 1997 | Östersund     | Jämtrevyn                   | Revy: Gävlerevyn Nummer: Dina dagar äro räknade Textförfattare: Mats Eklund                                           | Revy: Ljungbyrevyn Koreograf: Judy Andersson       | Revy: Landstingsrevyn Textförfattare: Mats Winald Karlström | Revy: Ullångersrevyn      | Revy: Landstingsrevyn             | Lasse Kjell               |                       |
| 1996 | Falun         | Falurevyn                   | Revy: Botkyrkarevyn Nummer: Märta Textförfattare: Monica Hassle                                                       | Revy: Kommunalskratt Koreograf: Katarina Hyttinen  | Revy: Täljerevyn Textförfattare: Lennart Wrighed            | Revy: Botkyrkarevyn       | Revy: Cabaré Linné                | Lubbe Doning              | Åke Eriksson          |
| 1995 | Trelleborg    | Trelleborgsrevyn            | Revy: Sundsvallsrevyn Nummer: I afton dans Textförfattare: Berit Grebenö                                              | Revy: Västeråsrevyn Koreograf: David Dalmo         | Revy: Falurevyn Textförfattare: Lennart Eriksson            | Revy: Nolatoksrevyn       | Revy: Borlängerevyn               | Christer Persson          | Bengt-Åke Svensson    |
| 1994 | Falköping     | Falköpingsrevyn Teaterboven | Revy: Borlängerevyn Nummer: Landstinget Textförfattare: H Johansson                                                   | Revy: Jämtrevyn Koreograf: Jämtrevyn               | Revy: Jämtrevyn Koreograf: Reidar Eriksson                  | Revy: Falurevyn           | Revy: Jämtrevyn                   | Tore Nilsson              |                       |
| 1993 | Umeå          | Umerevyn                    | Revy: Krogseredsrevyn Nummer: Årskavalkad Textförfattare: Krogseredsrevyn                                             | Revy: Jämtrevyn Koreograf: Jämtrevyn               | Revy: Landstingsrevyn Textförfattare: Landstingsrevyn       |                           | Revy: Sunnerevyn                  | Gillis Hellberg           |                       |
| 1992 | Södertälje    | Täljerevyn                  | Revy: Täljerevyn Nummer: Gevalias vittnen Textförfattare: Gunnar Fröroth                                              | Revy: Åkersbergarevyn Koreograf: Peter Björk       | Revy: Botkyrkarevyn Textförfattare: Mats Blomberg           |                           | Revy: Vetlandarevyn               | Olle Nordh                |                       |
| 1991 | Västerås      | Västeråsrevyn               | Revy: Kalmarrevyn Nummer: Skatteomläggningen Textförfattare: S Linde                                                  | Revy: Landstingsrevyn Koreograf: Cecilia Bergkvist | Revy: Västeråsrevyn Textförfattare: Olle Sangemark          |                           |                                   | Lennart "Bissen" Halldorf | Bosse Schedin         |
| 1990 | Sundsvall     | Sundsvallsrevyn             | Revy: Skellefterevyn Nummer: Blixt-Einar Textförfattare: Kjell Johansson                                              | Revy: Karlshamnsrevyn Koreograf: Lena Torshall     | Revy: Landstingsrevyn Koreograf: Elisabeth Carlström        |                           |                                   | Ewert Moulin              | Åke Strömmer          |
| 1989 | Kalmar        | Kalmarrevyn                 | Revy: Kalmarrevyn Nummer: Augustina Textförfattare: S Karlsson                                                        | Revy: Karlshamnsrevyn Koreograf: Lena Torshall     | Revy: Iggesundsrevyn Koreograf: Lennart Sydh                |                           |                                   | Åke Strömmer              | Bosse Parnevik        |
| 1988 | Karlshamn     | Karlshamnsrevyn             | Revy: Sundsvallsrevyn Nummer: Skara-Bert Textförfattare: B Grebenö                                                    | Revy: Heimkokerevyn Koreograf: P Ögren & J Olsson  | Revy: Revymakarna Textförfattare: Åke Strömmer              |                           |                                   | Claes & Berit Grebenö     | Uno "Myggan" Eriksson |
| 1987 | Jönköping     | Jönköpingsrevyn             | Revy: Jönköpingsrevyn Nummer: Trollsländans avsked Textförfattare: Lennart "Bissen" Halldorf Sångare: Lena Lagerqvist |                                                    |                                                             |                           |                                   | Irene Sangemark           | Curt Spångberg        |
| 1986 | Enköping      | Enköpingsrevyn              | Revy: Sundsvallsrevyn Nummer: Fotoaffären Textförfattare: Bobo Eriksson                                               |                                                    |                                                             |                           |                                   |                           | Arne Eriksson         |
| 1985 | Borlänge      | Borlängerevyn               | Revy: Sundsvallsrevyn Nummer: Nostalgians Textförfattare: Rune Göransson                                              |                                                    |                                                             |                           |                                   |                           | Lennart Gregor        |
| 1984 | Åkersberga    | Åkersbergarevyn             | |                                                    |                                                             |                           |                                   |                           | Mille Schmidt         |
| 1983 | Skellefteå    | Skellefterevyn              | |                                                    |                                                             |                           |                                   |                           |                       |
| 1982 | Uddevalla     | Uddevallarevyn              | |                                                    |                                                             |                           |                                   |                           |                       |
| 1981 | Stockholm     |                             | |                                                    |                                                             |                           |                                   |                           |                       |